# Somethin’ Bad
«Somethin’ Bad» — песня американских кантри-певиц Миранды Ламберт и Кэрри Андервуд, вышедшая в качестве 2-го сингла с пятого студийного альбома Ламберт Platinum (2014).
Сингл достиг первого места в кантри-чарте Hot Country Songs, став для Андервуд её 13-м чарттоппером и 5-м для Ламберт. Песня получила несколько номинаций ACM Awards и CMA Awards и была номинирована на премию «Грэмми» в категории «Лучшее кантри-исполнение дуэтом или группой».

## История
Изначально авторы песни Крис ДеСтефано, Бретт Джеймс и Присцилла Ренеа предполагали её исполнение дуэтом певца и певицы. Когда Миранда Ламберт услышала песню, то предложила Кэрри Андервуд, направив ей по электронной почте письмо, спеть её женским дуэтом: «Представительницы нашего жанра уже давно не исполняли песни дуэтом» (среди женских кантри-дуэтов эта песня впервые за двадцать лет стала хитом № 1 в жанре). Кроме этого, певицы уже давно думали о таком сотрудничестве, но их или отвлекала работа над собственными сольными альбомами, или не было подходящего материала.
Песня была переписана под женский дуэт, продюсерами проекта стали Фрэнк Лидделл (ранее уже работавший над альбомами Миранды Ламберт) и Чак Айнлей с Гленном Уорфом (оба ранее работали над дисками Марка Нопфлера и группы Dire Straits, а также с различными кантри-исполнителями) и исполнительницы принялись за совместную запись сингла.
Первое живое исполнение песни состоялось 18 мая 2014 года на церемонии вручения музыкальных премий Billboard Music Awards, куда они были приглашены, а также 4 июня 2014 года на церемонии вручения премий кантри-телеканала CMT Music Awards.

## Отзывы и критика
Песня получила положительные отзывы музыкальной критики и интернет изданий, например, таких как «Roughstock», «AXS», «Taste of Country» и другие. Мэтт Бъёрк из «Roughstock» назвал песню игривой и весёлой и предположил, что «она обязательно будет быстро продаваемым хитом». Джейсон Скотт из «AXS» назвал песню «забойным летним гимном» и оценил её в четыре звезды из пяти. Мощным и броским девичьм гимном назвал песню обозреватель издания «Taste of Country». Джозеф Худак из журнала Rolling Stone назвал песню одним из удачных примеров освоения певицами стиля бро-кантри, современного мейнстрима жанра кантри-музыки, когда музыкальные приёмы традиционного кантри дополняются элементами рок- и поп-музыки, хип-хопа и т. д.. Сразу три основные организации, работающие в стиле музыки кантри (Академия кантри-музыки, Ассоциация кантри-музыки и Кантри-телевидение) номинировали песню «Somethin’ Bad» на свои награды (Academy of Country Music Awards, CMT Music Awards, Country Music Association Awards).

## Коммерческий успех
«Somethin’ Bad» дебютировала с позиции № 39 в мультижанровом американском чарте U.S. Billboard Hot 100, и на № 5 в кантри-чарте Hot Country Songs сразу после её релиза 19 мая 2014 года (чарт датирован 7 июня 2014). Песня дебютировала с позиции № 48 в радиоэфирном чарте Country Airplay в ту же неделю после официального релиза 16 июня 2014 года. Она также дебютировала под № 1 в цифровом кантри-чарте Country Digital Songs с 107,000 загрузок за первую неделю. Тираж песни составил 239,000 копий в США в июне 2014 года. «Somethin' Bad» достиг № 1 в Billboard Hot Country Songs в 6-ю неделю релиза, став для Кэрри Андервуд её 13-м чарттоппером и 5-м для Ламберт. В ту же неделю сингл достиг 19-го места в Billboard Hot 100. Такие успешные женские дуэты были достаточно редки в кантри-истории. С тех пор, как в октябре 1958 года журнал Billboard запустил свой первый мультиформатный кантри-чарт до сих пор было известно только два женских совместных чарттоппера. Долли Партон, Линда Ронстадт и Эммилу Харрис лидировали 16 мая 1987 года с хитом «To Know Him Is to Love Him» и Риба Макинтайр вместе с Линдой Дэвис (Linda Davis) были № 1 с синглом «Does He Love You» (6 ноября 1993 года).
В канадском чарте Canadian Hot 100 сингл дебютировал на № 33 в первую неделю релиза.
К апрелю 2015 года в США было продано 1,080,000 копий сингла.

## Музыкальное видео
Видеоклип на песню был снят режиссёром Треем Фанджоем и впервые показан 25 июня 2014 года. Миранда Ламберт исполняет в нём роль Белли Бойд (англ.  Belle Boyd), а Кэрри Андервуд Присциллы Паркер (англ. Priscilla Parker) — двух героинь воровок. Клип представлен в виде трейлера к фильму, где пара играет в покер, ездит на мотоциклах и участвует в ограблении ювелиров.

## Награды и номинации
Источники:.

### Academy of Country Music Awards
| Год  | Номинируемая работа | Категория              | Результат |
| ---- | ------------------- | ---------------------- | --------- |
| 2015 | «Somethin' Bad»     | Видеоклип года         | Номинация |
| 2015 | «Somethin' Bad»     | Вокальное событие года | Номинация |

### CMT Music Awards
| Год  | Номинируемая работа | Категория                 | Результат |
| ---- | ------------------- | ------------------------- | --------- |
| 2015 | «Somethin' Bad»     | Видеоклип года            | Номинация |
| 2015 | «Somethin' Bad»     | Совместный видеоклип года | Победа    |

### Country Music Association Awards
| Год  | Номинируемая работа | Категория                | Результат |
| ---- | ------------------- | ------------------------ | --------- |
| 2014 | «Somethin' Bad»     | Музыкальное событие года | Номинация |
| 2014 | «Somethin' Bad»     | Видеоклип года           | Номинация |

### Grammy Awards
| Год  | Номинируемая работа | Категория                                   | Результат |
| ---- | ------------------- | ------------------------------------------- | --------- |
| 2015 | «Somethin' Bad»     | Лучшее кантри-исполнение дуэтом или группой | Номинация |

### Teen Choice Awards
| Год  | Номинируемая работа | Категория           | Результат |
| ---- | ------------------- | ------------------- | --------- |
| 2014 | «Somethin' Bad»     | Лучшая кантри-песня | Номинация |

## Чарты
| Чарт (2014)                         | Высшая позиция |
| ----------------------------------- | -------------- |
| Канада (Billboard Canadian Hot 100) | 33             |
| Канада (Billboard Country)          | 6              |
| США (Billboard Hot 100)             | 19             |
| США (Billboard Country Airplay)     | 7              |
| США (Billboard Hot Country Songs)   | 1              |

## Сертификации
| Регион                                                                      | Сертификация  | Продажи   |
| --------------------------------------------------------------------------- | ------------- | --------- |
| США (RIAA)                                                                  | 2× Платиновый | 2 000 000 |
| Данные о продажах + прослушиваниях приведены только на основе сертификации. |               |           |